# Piper Club
Il Piper Club (o più semplicemente Piper) è una discoteca di Roma, che ebbe anche una sede succursale a Viareggio dal 1966 al 1970.

## Storia: gli anni sessanta e settanta

### 1965-1968: dal beat all'underground

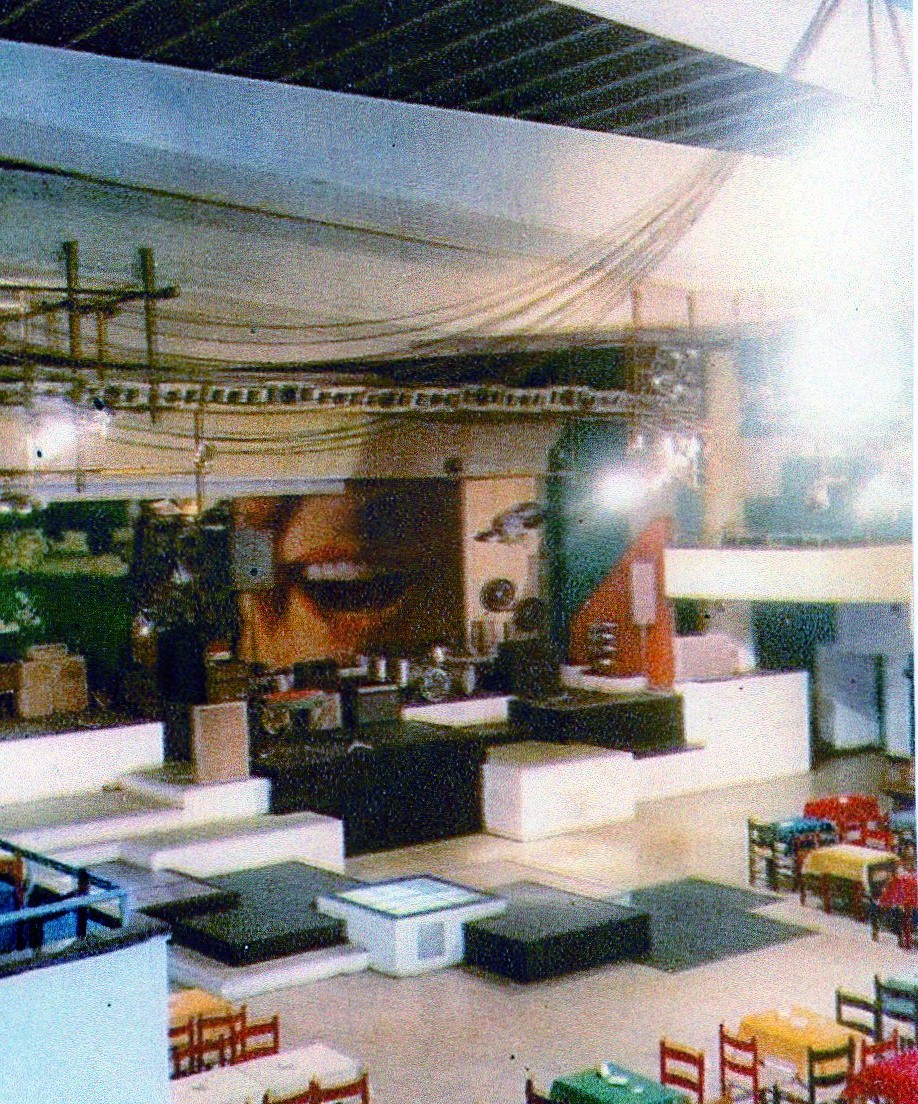
L'interno del Piper nel 1968

Fondato dall'avvocato Alberigo Crocetta con l'aiuto di due soci, il commerciante di automobili Giancarlo Bornigia e l'importatore di carni Alessandro Diotallevi, è uno dei locali storici dell'Italia del boom economico, negli anni sessanta.

Situato a Roma in via Tagliamento, di fronte al quartiere Coppedè, fu inaugurato il 17 febbraio 1965. In poco tempo il Piper divenne un'icona di una generazione intera e un vero e proprio fenomeno di costume.
Sul fondo del palcoscenico Claudio Cintoli, in collaborazione con gli architetti Francesco Capolei, Giancarlo Capolei e Manlio Cavalli ideatori del progetto ( 3C+t architetti), realizzò il pannello murale Giardino per Ursula, composto da due dipinti e da materiale eterogeneo assemblato aggettante, oggi perduto.
Delle altre opere d'arte che sarebbero state presenti nel locale, materiale di Andy Warhol, Robert Rauschenberg, Mario Schifano e Piero Manzoni (scomparso due anni prima che il locale aprisse), non vi è alcuna documentazione.

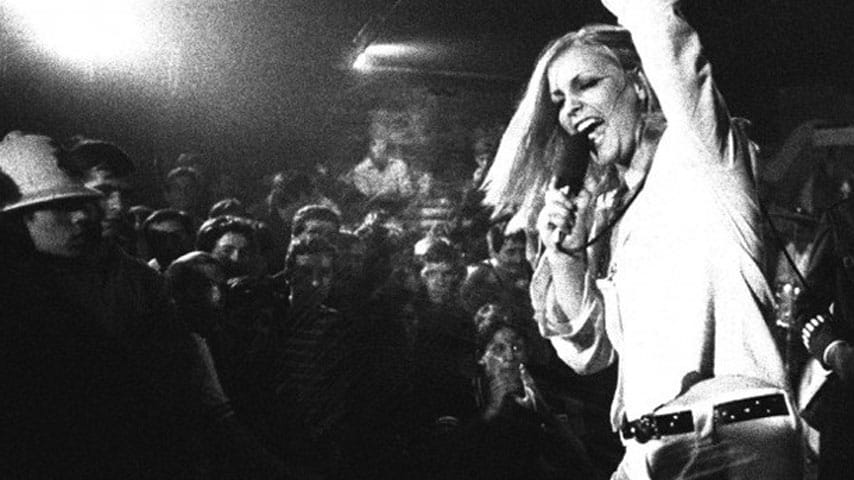
Patty Pravo al Piper Club

Alla serata d'esordio suonarono nel locale The Rokes e l'Equipe 84. Successivamente si susseguirono i migliori gruppi della scena musicale beat italiana tra cui i Rokketti, i New Dada, I Pyrañas, I Delfini, I Giganti, I Meteors, The Planets, I BlackJack, Gli Apostoli, Le Pecore Nere, i Facce di Bronzo, affiancati da altri gruppi provenienti dall'estero come The Primitives (tra cui si distinguerà il cantante Mal), Patrick Samson e Les Pheniciens, Lord Beau Brummell and his Noblemen Orchestra, The Echoes, The Bad Boys, The Bushmen (cinque ragazzi di colore del Kenya), The Eccentrics (da cui nascono Mike Liddell e gli Atomi), The Honeycombs, John L. Watson & The Hummelflugs, per citare i più importanti. A tutti questi si aggiunsero presto artisti come Nino Ferrer, Fred Bongusto, Alberto Visentin, Dik Dik, Farida, Gabriella Ferri, Rita Pavone, Roby Crispiano, Gepy & Gepy, Nancy Cuomo: su tutti, però, va ricordata Patty Pravo che passa alla storia del pop proprio come "la ragazza del Piper", per quanto, secondo alcuni, il titolo sarebbe da condividere con Mita Medici che nel 1966, proprio al Piper, vince il concorso "Miss Teenager Italiana" con il temporaneo nome d'arte di Patrizia Perini. Nel 1969 il complesso de Le Orme dedica proprio a Mita medici, il brano "Mita Mita".
Nel 1965 Mina vi girò una serie di caroselli per la Barilla per la regia di Valerio Zurlini.
Il Piper emerse subito come punto focale della bella vita romana, raccogliendo frequentazioni dal mondo dello spettacolo e dell'arte, oltre che da personaggi della scena mondana. Lo storico animatore - intrattenitore del locale, fin dall'inizio e per molti anni, è stato il giornalista Eddie Ponti e attori e attrici come Cristina Gaioni e Cristina Gaioni.
La linea artistica si ispirava al mondo del beat inglese, da cui copiò anche l'idea dell'opera beat: ad un uso innovativo di luci stroboscopiche colorate venivano abbinati suoni e coreografie e stili dettati dalla moda della minigonna.
Dal nutrito gruppo dei ragazzi che si possono considerare frequentatori "storici" del Piper emergeranno negli anni numerosi personaggi di spicco fra loro tutti amici, fra cui Romina Power, Mia Martini, Loredana Bertè, Cristina Gaioni, Mario Schifano, Alberto Moravia, Alberto Sordi, Marcello Mastroianni, Anna Magnani, Lucio Dalla e Renato Zero (che nel 1982 realizzerà un 33 giri ispirato proprio agli anni del Piper intitolandolo con la via del Piper "Via Tagliamento").
Vi si esibivano i più conosciuti complessi di musica beat e cantanti di musica leggera nazionali ed internazionali in voga in quegli anni, con nomi del calibro dei Procol Harum, i Byrds, Rocky Roberts, Nevil Cameron, Herbie Goins & The Soultimers (il cui chitarrista era il virtuoso John McLaughlin), Wess (che divenne famoso cantando in duetto per anni con Dori Ghezzi) e dei giovanissimi Pink Floyd che si esibirono in due serate, il 18 e il 19 aprile 1968. La musica italiana era invece rappresentata da New Trolls, Le Orme, I Corvi, I Delfini. I Pooh, nel 1966, in questo locale vi conobbero Riccardo Fogli, che entrerà come bassista in sostituzione di Gilberto Faggioli, e come nuovo frontman.
Da ricordare fu poi l'evento Grande angolo, Sogni, Stelle organizzato da Mario Schifano il 28 dicembre 1967, che segnò una delle tappe fondamentali per la nascita della musica underground. La serata vide l'alternarsi sul palco di sitaristi, ballerine e poeti che si alternavano alle Stelle di Mario Schifano, il tutto accompagnato da filmati proiettati sul palco su quattro diversi schermi. L'evento fu recensito su l'Espresso da Alberto Moravia, anche lui frequentatore del Piper Club, con un articolo dal titolo Al Night club con i vietcong.
Nel 1966 aprì una succursale a Viareggio. L'inaugurazione della sede versiliese fu uno spettacolo grandioso. Sotto la regia di Piero Vivarelli, sfilarono per la città musicisti, ballerini e celebrità come Thane Russal, Screaming Lord Sutch, Penny Brown su un cavallo bianco, I Delfini, il Patrick Samson Set e The Beau Brummels. La serata, guidata da Gianni Boncompagni, si aprì con fuochi d’artificio e proseguì con le esibizioni di vari artisti, tra i quali una giovane Patty Pravo accompagnata dai Cyan Three.
Dal 1968 dal Piper partì un'iniziativa simile a quelle in voga negli anni sessanta, i cantagiri canori: nella fattispecie, il CantaPiper. "Piper Club" è stato inoltre il nome di un'etichetta discografica che ha pubblicato i dischi di molti degli artisti che si esibivano nel locale.
Il 21 giugno 1969 esordisce il gruppo Tina Polito e i Parker's Boys formato dall'aggregazione di una giovane cantante affermata nel programma televisivo Scala Reale e dal gruppo dove in precedenza aveva militato Renzo Arbore. La formazione era composta da Angelo La Porta (chitarra), Nicola Zanni (basso), Alberto Catani (batteria) e Gianni Micciola (tastiere).

### 1970: La scissione ed il Piper 2000
Con la separazione dei due soci proprietari, il Piper rimase a Bornigia. A Crocetta spettò la succursale di Viareggio, aperta poco tempo prima in una palazzina sulla Terrazza della Repubblica, con il nome di Piper 2000. Nel club viareggino si sarebbero esibiti artisti del calibro di Rocky Roberts ed Evy et Les Problèmes e dove si potevano incontrare tra gli avventori Gepy & Gepy, Lucio Dalla, Carlo Maria Mariani, Pick Withers, Jay Roberts, Mal, Daniela Ripetti, e Twiggy. Il locale, però, avrebbe avuto vita breve. Già negli anni sessanta avrebbe attraversato svariati passaggi di mano, e cambi di tipologia e nome. Sarebbe divenuto un dancing, un night club e infine, denominato Caprice, abbandonato. È stato poi restaurato per ospitare una serie di attività commerciali.
Nel Piper di Roma, nei primi anni settanta, una modifica della linea artistica portò all'esordio di Formula 3, Mia Martini, Ricchi e Poveri, e all'esibizione di gruppi come Genesis, Sly and the Family Stone e grandi nomi del jazz quali Lionel Hampton e Duke Ellington.
Dopo gli anni dell'austerity (1973 - 1975 circa), il Piper diventa una discoteca, con collegamenti continui organizzati da Eddie Ponti, per riempire gli spazi tra un'esibizione e l'altra, prima con Radio Monte Carlo e poi con altre radio.
Il fenomeno determinato dal successo del Piper - punto di riferimento per la gioventù degli anni sessanta e settanta - rappresenta un importante capitolo della storia del costume in Italia.
Alla storia del Piper sono liberamente ispirati l'omonimo film televisivo del 2007, diretto da Carlo Vanzina e la serie televisiva omonima del 2009, diretta da Francesco Vicario. Vi è ambientato anche il film tv Totò Ye Ye, episodio della serie televisiva TuttoTotò, girato nel 1967 e che è stato l'ultimo film interpretato dall'attore napoletano.
Nel 1988 scatenò polemiche un concerto del cantautore Alberto Fortis, il quale, secondo il pubblico, cantò il suo brano popolare A voi romani, offendendo i cittadini di Roma presenti al suo concerto. Tuttavia l'artista negò l'accaduto.
Nel 2007 il dj Corrado Rizza dedica al Piper il libro Piper Generation, che raccoglie tante interviste ai protagonisti del locale oltre a circa 700 foto, molte inedite dell’epoca, dall'inaugurazione del 1965 alla Festa dei Fiori del 1968.
Giancarlo Bornigia, fondatore del Piper, negli anni 80 ha aperto altri due importati e storici locali a Roma il Gilda Club e la discoteca underground Alien.
Il Piper è stato chiuso per gran parte del 2010 e per i primi mesi del 2011, probabilmente a causa di debiti del proprietario. Ha riaperto nel marzo 2011.
Il 21 agosto 2013 muore a Roma a 83 anni Giancarlo Bornigia.

## Gli anni ottanta e novanta
Alla fine degli anni 70 e inizio 80, il Piper, che prese il nome di "Make up" per un breve periodo, fu punto di aggregazione per la gioventù romana orientata a destra, dei quartieri Trieste, Parioli, Pinciano, Talenti e della Roma Nord di destra, facilmente distinguibile per i gusti musicali (funky e disco) e per il modo di vestire, anticipatore dei paninari. Successivamente la clientela perse ogni connotazione politica.

## Dagli anni duemila ad oggi
Dato che la discoteca Piper è localizzata in una zona residenziale del quartiere Trieste negli anni ci sono state numerose lamentele da parte dei residenti a causa di atti vandalici, violenze e disturbo della quiete pubblica. Nel 2009 sono state distrutte le vetrine di un negozio situato a pochi passi dalla discoteca e spesso autovetture e ciclomotori sono stati danneggiati in maniera più o meno grave da ragazzi usciti dalla discoteca. Il dipendente di un fiorista della zona è stato invece aggredito e malmenato, finché non è intervenuta una pattuglia della polizia.
Il 19 maggio 2011 un ragazzo di 18 anni è stato arrestato per aver pugnalato un suo coetaneo causandogli la lacerazione di un polmone. Questo perché lo aveva trovato in compagnia della sua ex ragazza, fuori dalla discoteca.
Il 22 ottobre 2011 alle 4.30 della notte numerosi residenti sono stati svegliati a causa di una rissa davanti alla discoteca, sedata solamente dopo decine di minuti dall'intervento di tre gazzelle dei Carabinieri.
Negli anni sono state proposte numerose petizioni e alcune raccolte di firme per proporre delle soluzioni alternative o un controllo maggiore da parte della Polizia municipale, tuttavia, anche dopo le numerose promesse fatte dall'amministrazione del II Municipio la situazione è rimasta invariata, ed ancora nel 2012 il quartiere subisce danni, problemi ed un costante disturbo della quiete pubblica quattro notti a settimana.
Nel mese di giugno 2012 è stata disposta la chiusura del Piper per 15 giorni dalla polizia amministrativa di Roma, a causa di due risse avvenute nell'arco di una settimana.
Nel mese di marzo del 2015 il Piper è stato preso in gestione da una nuova cordata di imprenditori romani che hanno ristrutturato il locale. In questi anni si sono esibiti artisti come: Baby K, Briga, Gigi D'Agostino, Achille Lauro , Jerry Calà, Cristina D'Avena, i Neri per Caso, Massimo di Cataldo, Alex Britti.
All'interno del locale durante il giorno è possibile visitare una mostra fotografica di tantissimi inviti a vari eventi dagli anni sessanta ad oggi.

## Discografia
- Renato Zero, Via Tagliamento 1965/1970, 33 giri, ed. RCA - Zerolandia, 1982.

## Filmografia
- Piper (2007) di Carlo Vanzina
- Piper Generation (2022) - documentario[23] - Regia di Corrado Rizza